# Okhahlamba
Okhahlamba (officieel Okhahlamba Local Municipality) is een gemeente in het Zuid-Afrikaanse district Uthukela.
Okhahlamba ligt in de provincie KwaZoeloe-Natal en telt 132.068 inwoners.  Het gemeentebestuur is gevestigd in Bergville.

## Hoofdplaatsen
Het nationaal instituut voor de statistiek, Stats SA, deelt sinds de census 2011 deze gemeente in in 74 zogenaamde hoofdplaatsen (main place):
Acton Homes • Amangwane • Amanzana • Bergville • Bethany • Bhalekisi • Bonjaneni • Bukweni • Busingatha A • Busingatha B • Drakensberg • Dukuza • Ekombe • Emakhosaneni • Emmaus • Empimbe • Enyonyane • Esibomvu • Ethunzini • Gangadweni • Geluksburg • Gosheni • Green Point • Grootgluk • Hambrook • Howe • Indanyana • Isandlwana • Jagersrust • Khethwani • Kokwane • Kwamiya • KwaNkosana • Kwanokopela • Langkloof • Mabhulesini A • Mabhulesini B • Maganganguzi • Makanda • Makhwelela A • Makhwelela B • Malefetheni • Malottas Kraal • Mangwaneni • Maswazini • Mazizini • Mfunzini • Mkukwini • Moyeni • Mpontsheni • Ngoba • Ngubela • Nkomanzana • Nqula • Nyusana • Ogade • Okhahlamba NU • Okhombe A • Olivia • Oliviershoek • Oqhumo • Qolweni • Rooihoek • Rookdale • Seqomeni • Sibotsheni • Siqalabeni • Situlwane • The Downs • uMhlwanzini • Winterton • Wittekop • Woodford • Zwelisha.